# 洪仁範
洪仁範（韓語：홍인범，1937年—），朝鲜民主主义人民共和国政治人物，曾任職平安南道黨委責任書記、朝鮮勞動黨中央委員會委員、中央检查委员会委员长及最高人民會議代議員。

## 生平
洪仁範在1969年曾於朝鮮中央通訊社當記者。1980年，晉身為黨中央委員會的補候委員。兩年後，被任命為安州市煤礦企業的黨責任書記。1994年7月，最高領導人金日成離世，洪仁範被繼任人金正日列入為治葬委員會的委員。此後，至2009年前再沒有他的消息。2010年6月，他接替李泰男出任平安南道的黨委責任書記。翌年12月，最高領導人金正日去世，洪仁範成為治喪委員會的委員之一。9月，升為黨中央委員會的委員。
2012年9月，洪仁範先為候補身份出任最高人民會議的代議員，又同時該議會的常任委員會委員。2014年3月的最高人民會議選舉中，洪仁範成功連任。在一個月後，他離任常任委員會委員一職。

## 資料來源
1. 1 2 3  .   [2014-05-07]. （原始内容存档于2014-05-08）.
2. ↑  "朝鲜最高人民会议未涉及“经济改革”" （页面存档备份，存于） 《中國新聞網》 2012 9 26